# 拉普拉斯-贝尔特拉米算子
在微分几何中，拉普拉斯算子可以推广为定义在曲面，或更一般地黎曼流形与伪黎曼流形上，函数的算子。这个更一般的算子叫做拉普拉斯－贝尔特拉米算子（Laplace–Beltrami operator）。与拉普拉斯算子一样，拉普拉斯–贝尔特拉米算子定义为梯度的散度。这个算子作为共变导数的散度，可以延拓到张量上的算子。或者，利用散度与外导数，这个算子可以推广到微分形式上的算子，所得的算子称为拉普拉斯－德拉姆算子（Laplace–de Rham operator）。

## 拉普拉斯－贝尔特拉米算子
就像拉普拉斯算子一样，定义拉普拉斯－贝尔特拉米算子为梯度的散度。为了写出这个算子的一个公式，首先需写出流形上的散度与梯度。
设 {\displaystyle g} 表示流形上的（伪）-度量张量，我们发现在局部坐标中体积形式由
{\displaystyle \mathrm {vol} _{n}:={\sqrt {|g|}}\;dx^{1}\wedge \ldots \wedge dx^{n}}
给出，这里 {\displaystyle dx^{i}} 是局部坐标系基向量
{\displaystyle \partial _{i}:={\frac {\partial }{\partial x^{i}}}}
的对偶基 1-形式，而 {\displaystyle \wedge } 是楔积。这里 {\displaystyle |g|:=|\det g_{ij}|} 是度量张量行列式的绝对值。流形上一个向量场 X 的散度可以定义为
{\displaystyle ({\mbox{div}}X)\;\mathrm {vol} _{n}:={\mathcal {L}}_{X}\mathrm {vol} _{n}}
这里 {\displaystyle L_{X}} 是沿着向量场 X 的李导数。在局部坐标中，我们得到
{\displaystyle {\mbox{div}}X={\frac {1}{\sqrt {|g|}}}\partial _{i}\left({\sqrt {|g|}}X^{i}\right).}
这里（下面同样如此）使用了爱因斯坦求和约定，所以上式其实是一个关于 i 的和式。一个数量函数 f 的梯度利用流形上内积 {\displaystyle \langle \cdot ,\cdot \rangle } 可定义为
{\displaystyle \langle {\mbox{grad}}f(x),v_{x}\rangle =df(x)(v_{x})}
对位于流形在 x 点的切空间中所有向量 {\displaystyle v_{x}} 成立。这里 df 是函数 f 的外导数；它是变量 {\displaystyle v_{x}} 的一个函数。在局部坐标中有
{\displaystyle \left({\mbox{grad}}f\right)^{i}=\partial ^{i}f=g^{ij}\partial _{j}f.}
综上，对一个数量函数 f 的拉普拉斯–贝尔特拉米算子在局部坐标中公式为
{\displaystyle \Delta f={\mbox{div grad}}\;f={\frac {1}{\sqrt {|g|}}}\partial _{i}\left({\sqrt {|g|}}g^{ij}\partial _{j}f\right).}
这里 {\displaystyle g^{ij}} 是度量张量 {\displaystyle g} 之逆的分量，所以 {\displaystyle g^{ij}g_{jk}=\delta _{k}^{i}}，这里 {\displaystyle \delta _{k}^{i}} 为克罗内克函数。
注意到如上定义中，只对数量函数 {\displaystyle f:M\rightarrow \mathbb {R} } 有效。我们欲将对函数的拉普拉斯算子，延拓到微分形式上；为此，我们必须回到拉普拉斯–德拉姆算子，将在下一节定义。可以证明拉普拉斯–贝尔特拉米算子在欧几里得空间退化通常的拉普拉斯算子，利用乘积法则与链式法则将其重写为
{\displaystyle \Delta f=\partial _{i}\partial ^{i}f+(\partial ^{i}f)\partial _{i}\ln {\sqrt {|g|}}.}
当 {\displaystyle |g|=1}，比如笛卡儿坐标下的欧几里得空间，容易得到
{\displaystyle \Delta f=\partial _{i}\partial ^{i}f}
这就是通常的拉普拉斯算子。利用符号为 (+++-) 的闵可夫斯基度量，得到达朗贝尔算子。在局部参数化 {\displaystyle u^{1},u^{2}} 中，拉普拉斯–贝尔特拉米算子利用度量张量与克里斯托费尔符号可表示如下：
{\displaystyle \Delta f=g^{ij}\left({\frac {\partial ^{2}f}{\partial u^{i}\,\partial u^{j}}}-\Gamma _{ij}^{k}{\frac {\partial f}{\partial u^{k}}}\right).}
注意到通过使用球坐标与圆柱坐标的度量张量，我们类似地可重新得到拉普拉斯算子在球坐标与圆柱坐标下的表达式。拉普拉斯–贝尔特拉米算子不仅在弯曲空间中存在，而且在曲线坐标系下的通常平坦空间中也存在。
另外注意到外导数 d 与 -div 伴随：
{\displaystyle \int _{M}df(X)\;\mathrm {vol} _{n}=-\int _{M}f{\mbox{div}}X\;\mathrm {vol} _{n}}     （证明）
这里最后一个等式利用了斯托克斯定理。另外注意拉普拉斯–贝尔特拉米算子是负的且对称：
{\displaystyle \int _{M}f\Delta h\;\mathrm {vol} _{n}=-\int _{M}\langle {\mbox{grad}}f,{\mbox{grad}}h\rangle \;\mathrm {vol} _{n}=\int _{M}h\Delta f\;\mathrm {vol} _{n}}
对函数 f 与 h。因此，许多作者定义拉普拉斯–贝尔特拉米算子时添一个减号，将其变成正的。

### 利用共变导数
拉普拉斯–贝尔特拉米算子也可利用与列维-奇维塔联络相伴的迭代共变导数的迹写出来。从这个观点来看，设 Xi 是切向量场的一个基（不必由坐标系诱导）。则一个函数 f 的黑塞矩阵是一个 2-张量，分量由
{\displaystyle H(f)_{ij}=H_{f}(X_{i},X_{j})=(\nabla df)(X_{i},X_{j})=(\nabla _{X_{i}}df)(X_{j})=\nabla _{X_{i}}\nabla _{X_{j}}f-\nabla _{\nabla _{X_{i}}X_{j}}f}
给出。容易看出有张量性变换，因为对每个变量 Xi 与 Xj 都是线性的。则拉普拉斯–贝尔特拉米算子是黑塞矩阵关于度量的迹：
{\displaystyle \Delta f=\sum _{ij}g^{ij}H(f)_{ij}.}
在抽象指标记号中，此算子经常写成
{\displaystyle \Delta f=\nabla ^{a}\nabla _{a}f}
需要理解清楚的是这个迹其实就是黑塞张量的迹。

## 拉普拉斯－德拉姆算子
更一般地，我们可以在微分流形的外代数上定义一个拉普拉斯微分算子。在黎曼流形上它是一个椭圆型算子，而在洛伦兹流形上是双曲型的。拉普拉斯–德拉姆算子定义为
{\displaystyle \Delta =\mathrm {d} \delta +\delta \mathrm {d} =(\mathrm {d} +\delta )^{2},\;}
这里 d 是外导数而 δ 是余微分。当作用在数量函数上，余微分可以定义为 δ = −{\displaystyle *}d{\displaystyle *}，这里 {\displaystyle *} 是霍奇星算子；更一般地，余微分可能包含与所作用的 k-形式的阶数有关的一个符号。
可以证明拉普拉斯–德拉姆算子作用在数量函数 f 上时与前面的拉普拉斯–贝尔特拉米算子定义相同；细节参见证明。注意拉普拉斯–德拉姆算子事实上是负拉普拉斯–贝尔特拉米算子；这个符号来自定义余微分的习惯。不幸的是，两者都用 Δ 表示，经常成为混乱之源。

### 性质
给定数量函数 f 与 h，以及一个实数 a，拉普拉斯–德拉姆算子有如下性质：
1. {\displaystyle \Delta (af+h)=a\,\Delta f+\Delta h\!}
2. {\displaystyle \Delta (fh)=f\,\Delta h+2(\partial _{i}f)(\partial ^{i}h)+h\,\Delta f}    （证明）

## 张量上的拉普拉斯算子
利用与列维-奇维塔联络相伴的共变导数，拉普拉斯–贝尔特拉米算子可推广到伪黎曼流形上任意张量。这个推广的算子可以作用在反对称张量上。但所得的算子与拉普拉斯–德拉姆算子给出的不同：两者通过外森比克恒等式相关。

## 例子
拉普拉斯–贝尔特拉米算子许多特例可以明白地写出来。
球面拉普拉斯算子
球面拉普拉斯算子是带截面曲率为 1 的典范度量 n-1 维球面上的拉普拉斯–贝尔特拉米算子。通常将其视为等距嵌入  Rn 中，作为以原点为中心的单位球面。则对{\displaystyle S^{n-1}}上一个函数{\displaystyle f}，其球面拉普拉斯算子定义为
{\displaystyle \Delta _{S^{n-1}}f(x)=\Delta f(x/|x|)}
这里 f(x/|x|) 是函数 f 次数为零的齐次延拓到 Rn，而 Δ 是周围欧几里得空间的拉普拉斯算子。具体地，这由欧几里得拉普拉斯算子在球极坐标下熟知的公式所蕴含：
{\displaystyle \Delta f=r^{-n}{\frac {\partial }{\partial r}}\left(r^{n}{\frac {\partial f}{\partial r}}\right)+r^{-2}\Delta _{S^{n-1}}f.}
更一般地，利用法丛可进行类似的技巧，定义任何黎曼流形作为等距嵌入欧几里得空间中的超平面上的拉普拉斯–贝尔特拉米算子。
我们也可以给出球面上拉普拉斯–贝尔特拉米算子在法坐标系中一个内蕴描述。设 (t,ξ) 是球面上关于球面上特定点 p （北极）的球坐标，这就是关于 p 的测地极坐标。这里 t 表示从 p 出发沿着单位速度测地线的纬度，ξ 是表示{\displaystyle S^{n-1}}中测地线的方向的一个参数。则球面拉普拉斯算子具有如下形式
{\displaystyle \Delta f(t,\xi )=\sin ^{1-n}t{\frac {\partial }{\partial t}}\left(\sin ^{n-1}t{\frac {\partial f}{\partial t}}\right)+\sin ^{-2}t\Delta _{\xi }f}
这里 {\displaystyle \Delta _{\xi }} 是通常 n - 1 球面上的拉普拉斯算子。